# 부산사상경찰서
부산사상경찰서(釜山沙上警察署, Busan Sasang Police Station)는 부산광역시경찰청이 관할하는 경찰서 중 하나이다. 부산광역시 사상구 일대를 관할한다. 부산광역시 사상구 학감대로 264 (감전동)에 위치하고 있다.
서장은 총경으로 보한다.

## 연혁
- 1978년 8월 9일: 부산북부경찰서 설치
- 1999년 7월 3일: 부산사상경찰서로 변경

## 관할 지구대·파출소
| 명칭       | 사진 | 주소                  | 관할구역                     | 치안센터                    |
| ---------- | ---- | --------------------- | ---------------------------- | --------------------------- |
| 학장지구대 |      | 대동로 169 (학장동)   | 학장동, 엄궁동, 감전1동 일부 | 엄궁치안센터                |
| 주례지구대 |      | 가야대로 344 (주례동) | 주례동                       | 주례1치안센터               |
| 감전지구대 |      | 가야대로 39 (감전동)  | 감전동, 괘법동 일부          | 괘법치안센터                |
| 덕포파출소 |      | 사상로 257 (괘법동)   | 덕포1·2동, 괘법동 일부       | 덕포2치안센터               |
| 삼락지구대 |      | 모덕로 13 (삼락동)    | 삼락동, 모라동               | 모라1치안센터 모라3치안센터 |

## 같이 보기
- 부산광역시경찰청